# Гуна Иванова
Гуна Иванова Петкова е българска народна певица, изпълнителка на песни от Македонската фолклорна област.

## Биография и творчество
Гуна Иванова е родена на 20 юли 1948 година в петричкото село Богородица. Пее още от дете, а първата ѝ официална изява е на фестивала в село Кърналово. Творческият ѝ път продължава и на фестивали в Бобошево, Кюстендил и София, където печели първото място.
Между 1968 и 1983 година пее в пернишкия ансамбъл „Граово“. През 1983 година печели конкурс за солистка в Ансамбъла на строителни войски, където пее до 2000 година, когато формацията е закрита. На 23 април 2008 година Гуна Иванова отбеляза с грандиозен концерт-спектакъл в Зала 1 на НДК „40 години творческа дейност“. От 2010 година е солистка в Представителния ансамбъл на Въоръжените сили.
Гуна Иванова е гастролирала в Русия, Сирия, Тунис, Монако, Франция, Швейцария, Германия, бивша Югославия, Англия, Канада, Южна Африка, като в Йоханесбург изнася благотворителен концерт за построяването на българска църква, и други страни.
През 80-те години на ХХ век завършва Факултет „Дирижиране на народни хорове“ в Академията за музикално, танцово и изобразително изкуство в Пловдив и днес предава своя богат житейски и професионален опит в качеството си на вокален педагог на няколко женски и детски формации в София и Перник. Със своите възпитаници издава 2 диска с 35 видеоклипа, които тематично озаглавява „Бог да пази децата ни“.
Журира в различни конкурси и фестивали.
Нейни песни и размисли за българското певческо изкуство са звучали в продължение на 90 минути в ефира на Би Би Си – Лондон през юни 1992 година по повод гастрола ѝ в Англия.
Заедно с актрисите Искра Радева и Мария Стоянова прави 12 пародийни песни на фолклорна основа по идея на Любомир Пеевски.
Името на Гуна Иванова е включено в сборника „Бележити български жени“ на издателство „Сириус“.

## Дискография

### Студийни албуми
- Народни песни от Петричко (1986)
- Македонски песни (1993)
- Българи сме всички (1998)
- Ех, мъко моя (2003)
- Орисия (2005)
- Поклон с песен (2007)
- Зайди, зайди, ясно слънце (2014)
- Българийо, майчице свята (2018)

## Награди
- Награда на публиката във фестивала „Пирин фолк – Банско“ (2005)
- Втора награда за изпълние на фестивала „Македония фолк“ (2006)
- Първа награда за изпълнител в „Пирин фолк – Сандански“ (2007)[1]
- „Статуетката на Южна Африка“ на организирания в Кейптаун „Балкан фест Южна Африка“ (2008)